# Argenteohyla siemersi siemersi
La rana isleña grande o rana de las cardas (Argenteohyla siemersi siemersi) es una de las dos subespecies que integran la especie de anfibio Argenteohyla siemersi, del monotípico género Argenteohyla, perteneciente a la familia Hylidae. Es un taxón endémico del centro-este del Cono Sur de América del Sur, en altitudes muy próximas al nivel marino. 

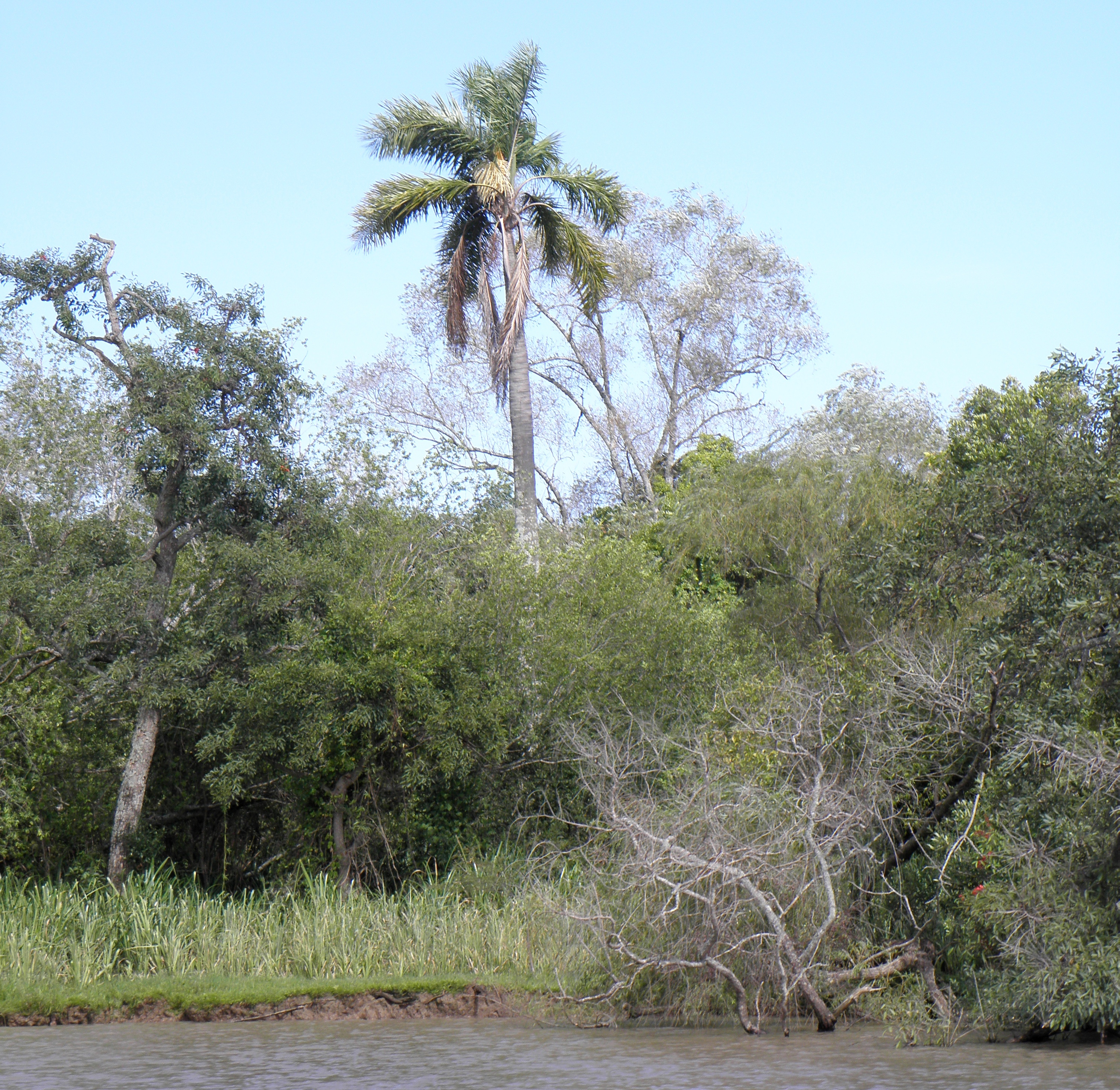
En el delta del Paraná se encuentra uno de los núcleos de distribución de este anfibio.

## Taxonomía
Esta subespecie fue descrita originalmente en el año 1937 por el herpetólogo alemán Robert Friedrich Wilhelm Mertens.
Relaciones taxonómicas
Si bien Argenteohyla siemersi siemersi se la trata como una de las dos subespecies que componen la especie Argenteohyla siemersi, las que presentan una distribución netamente disyunta, su estatus taxonómico no es del todo claro, pues podrían tratarse de dos buenas especies, atendiendo a las características de sus cantos. Según los resultados de un estudio bioacústico, el canto nupcial de A. s. pederseni es variable, tanto en el número de notas como en su duración. Además, vocaliza integrando dúos en sincronía, evitando que se supergongan sus notas. Finalmente, tanto en el número de notas como en la frecuencia fundamental presenta cifras mayores que las que exhibe A. s. siemersi. Estudios cromosómicos podrán ayudar a definir el real estatus de este taxón.

## Distribución
Se distribuye en el centro-este de la Argentina y en Uruguay. Su geonemia  se presenta en forma de parches, separados unos de otros. 

### Argentina
En la Argentina fue colectada escasamente en el extremo sur de la mesopotamia, en el delta del Paraná, ubicado en el tramo final del río homónimo. 
Mertens indicó que el taxón vivía en la pradera húmeda del Plata, entre Buenos Aires y el mar. Según Gallardo, la localidad tipo debería limitarse a los pajonales inundables próximos a la costa del Río de la Plata, a la altura de La Plata. Si bien fue repetidamente citada para la ribera bonaerense del Río de la Plata (por ejemplo para Punta Lara), no hay ejemplares con localidad exacta de dicha región.
Sus localidades de colecta, según las provincias, son:
Buenos Aires
- Isla Talavera

Entre Ríos
- Arroyo Martínez
- Brazo Largo
- Ibicuicyto

### Uruguay
- Departamento de San José, en proximidades del Río de la Plata.
- Departamento Rocha, en proximidades de la frontera con Brasil.

## Hábitat
Esta subespecie habita, siempre en altitudes menores a los 50 m s. n. m., en humedales con vegetación diversa en ambientes fitogeográficamente ubicados en el distrito fitogeográfico de las selvas mixtas de la provincia fitogeográfica paranaense, como en el distrito fitogeográfico pampeano uruguayense de la provincia fitogeográfica pampeana. Ecorregionalmente habita en ambientes correspondientes a las ecorregiones terrestres delta e islas del río Paraná y sabana uruguayense.

## Características y costumbres
Posee una coloración general de fondo cobre-ocráceo a bronceado salpicado de punteado negro, el que se une formando tres bandas longitudinales paravertebrales mal definidas. En cada lado, muestra un diseño reticulado zigzagueante de color negruzco. parte del diseño negro toma una forma de banda más gruesa y así cruza el tímpano, hasta el ojo. El iris es rojizo, tonalidad que también se hace presente suavemente en la región posterior y en los miembros inferiores, y ya marcadamente en la región ventral, que es castaño-violácea, salpicados los lados y extremidades por motas rojas.A. s. siemersi es un 15 % más grande que A. s. pederseni.

## Conservación
Este taxón corre un grave riesgo de extinción, habiendo disminuido drásticamente sus poblaciones, siendo la última observación de ejemplares la efectuada en Uruguay en 1977.